# Urbain Grandier

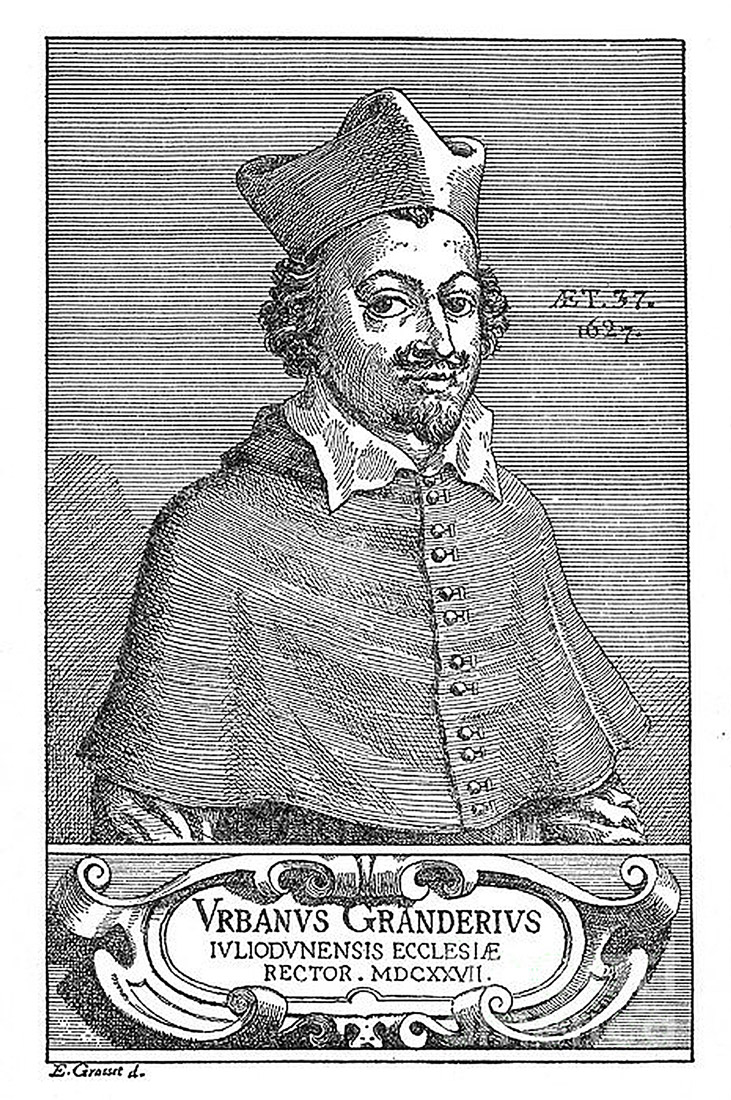
Urbain Grandier

Urbain Grandier, född 1590 i Bouère, Mayenne, död 18 augusti 1634 i Loudun, var en fransk katolsk präst som brändes på bål för trolldom i Loudun 1634 under en process som fått namnet besättelserna i Loudun. Grandiers öde har flera gånger behandlats i nutida verk, av bland andra Eyvind Johnson i romanen Drömmar om rosor och eld (1949), av Aldous Huxley i den icke-fiktiva berättelsen The Devils of Loudun (1952) och av tonsättaren Krzysztof Penderecki i operan Djävlarna i Loudun, uruppfört 1969.